# Echt-bestaande ontgroei
Echt-bestaande ontgroei (EBO, in het Engels: real existing degrowth: RED) verwijst naar de onvolmaakte en gedeeltelijke manieren waarop ontgroeiprincipes daadwerkelijk worden uitgevoerd of verbeeld binnen bestaande samenlevingen. Het concept verbindt het idee van ontgroei, het verminderen van materiële verwerkingscapaciteit en het uitdagen van op groei gebaseerde economische systemen, met echte gevallen, zowel historisch als hedendaagse.
EBO werd ontwikkeld binnen de Barcelona School of Ecological Economics and Political Ecology, en geïntroduceerd om de utopische visies van ontgroei te gronden in empirische voorbeelden, wat helpt om de verbeelding van een ontgroei-transitie in te beelden en uit te breiden. EBO benadrukt hoe kleinschalige, bottom-up-praktijken een voorbode kunnen zijn van grotere systemische transformaties, die vaak ontstaan als reactie op economische, ecologische of politieke crises.

## Definitie en kenmerken
Wetenschappers definiëren EBO als de diverse reeks processen waarmee gemeenschappen zich verzetten tegen economische groei, zich aanpassen aan de neergang ervan of alternatieve manieren van leven ontwikkelen die in lijn zijn met ontgroei-principes.
Terwijl ontgroei vaak wordt voorgesteld als een theoretische of utopische visie, verwijst EBO naar hoe deze principes in de praktijk vorm krijgen, zelfs als ze niet expliciet worden gelabeld als “ontgroei”. Dergelijke initiatieven dragen kenmerken als een lage materiële consumptie, regeneratieve praktijken, democratisch bestuur en op zorg gebaseerde economieën, die ontstaan in de gaten en marges van op groei gerichte systemen.
Wetenschappers hebben EBO ingedeeld in vier algemene soorten:
- Nutopieën: intentionele gemeenschappen die proberen ontgroei-principes te belichamen in het dagelijks leven.[2]
- Opstandige gebieden: verzetsbewegingen die op groei gebaseerde infrastructuren en ontwikkelingspaden actief uitdagen.[2]
- Liminale gebieden: tijdelijke experimenten of experimenten in overgang die ontstaan in de marge van ingestorte of falende groeiregimes.[2]
- Onontwikkelde ruimtes: marginale gebieden die buiten de dominante kapitalistische circuits zijn gebleven, soms als gevolg van geografische of historische factoren, en ontgroei-achtige kenmerken vertonen.[1]

## Theoretische achtergrond
Het concept van EBO is afkomstig van de Barcelona School of Ecological Economics and Political ecology, die de nadruk heeft gelegd op empirisch onderzoek naar milieurechtvaardigheid, alternatieve economieën en territoriaal verzet.
De term is geïnspireerd op Real socialism, een uitdrukking uit de Koude Oorlog die gebruikt werd om feitelijke bestaande socialistische staten te beschrijven in plaats van geïdealiseerde modellen, wat een vergelijkbare spanning tussen ontgroei-idealen en praktische realiteit weerspiegelt.
EBO bouwt voort op verwante raamwerken zoals de Environmental Justice Atlas, het Global Tapestry of Alternatives en studies van praktijken na de groei zoals ecodorpen en solidaire economieën.
Meer in het algemeen is EBO een belangrijk concept geworden binnen de ontgroei-onderzoek, waarbij de aandacht verschuift van abstracte debatten over haalbaarheid naar gefundeerde, empirische analyses van geleefde alternatieven. Het benadrukt de rol van imaginaries - de gedeelde visies en verhalen die vorm geven aan hoe mensen welzijn, welvaart, en gemeenschap begrijpen. Binnen de School van Barcelona sluit EBO aan bij tradities van politieke ecologie, postnormale wetenschap, en Henri Lefebvre's concept van de productie van ruimte, waarbij onderzocht wordt hoe ontgroei zich niet alleen manifesteert als discours maar ook als territoriale, infrastructurele en sociale praktijken. Dit perspectief nodigt onderzoekers uit om de diverse zaden van transformatie die al aan de gang zijn te bestuderen, te documenteren en te ondersteunen.

### Voorbeelden
In de academische literatuur zijn verschillende casestudies geïdentificeerd als voorbeelden van echt-bestaande ontgroei:
- De Zapatista-beweging in Mexico als een opstandige vorm van EBO, met de nadruk op collectief bestuur, territoriale autonomie en afwijzing van kapitalistische ontwikkelingstrajecten.[2]
- De eilanden Ikaria en Gavdos in Griekenland, die kenmerken vertonen van onontwikkelde ruimten, met behoud van een lage consumptie levensstijl en spaarzame overvloed buiten de dominante economische circuits.[1]
- Gelokaliseerde grassroots-initiatieven, zoals milieuactivisme door Britse gepensioneerden die rivieren beschermen[2], zijn aangehaald als uitingen van nutopische of liminale EBO-vormen.

## Uitdagingen en tegenstrijdigheden
Wetenschappers hebben verschillende kritische bedenkingen bij het concept van echt-bestaande ontgroei. Eén uitdaging betreft het risico van culturele toe-eigening of het verkeerd karakteriseren van praktijken die opkwamen in unieke culturele of politieke contexten lang voordat het begrip 'ontgroei' werd geïntroduceerd, waarbij mogelijk een extern academisch kader wordt opgelegd aan lokale strijd. Een andere kritiek richt zich op de ongelijke geografie van ontgroei-onderzoek, dat vooral ontwikkeld is binnen academische instellingen in het Globale Noorden, wat vragen oproept over de kloof tussen theorie en de geleefde realiteit van gemeenschappen die ontgroei beoefenen, soms eerder uit noodzaak dan uit keuze.
Bovendien zijn EBO initiatieven zelden zuiver of vrij van tegenstrijdigheden. Vele bestaan naast marktgebaseerde activiteiten die de politieke en economische druk proberen uit te dagen of er onder werken, die de autonomie beperkt. Critici waarschuwen voor het romantiseren van zulke gevallen en benadrukken de nood aan een zorgvuldige, contextgevoelige analyse die zowel de voorwaarden als de beperkingen erkent die de ontgroei-praktijken vormgeven.